# Conculus yaoi
Espèce
Conculus yaoi est une espèce d'araignées aranéomorphes de la famille des Anapidae.

## Distribution
Cette espèce est endémique de Sumatra en Indonésie. Elle se rencontre dans le Kabupaten de Kerinci.

## Description
Le mâle holotype mesure 2,05 mm.

## Étymologie
Cette espèce est nommée en l'honneur de Zhi-yuan Yao .

## Publication originale
- Zhang & Lin, 2019 : Two new spider species of the genus Conculus (Araneae, Anapidae) from Southeast Asia. Zootaxa, no 4612(3), p. 423-430.